# Quad Small Form-factor Pluggable
 (septembre 2012).
Si vous disposez d'ouvrages ou d'articles de référence ou si vous connaissez des sites web de qualité traitant du thème abordé ici, merci de compléter l'article en donnant les références utiles à sa vérifiabilité et en les liant à la section « Notes et références ».
Le Quad Small Form-factor Pluggable (souvent abrégé en QSFP ou QSFP+) est un émetteur-récepteur compact et connectable à chaud utilisé pour les applications de communication de données. Il interface la carte mère d'un équipement réseau (par exemple un switch, un routeur, un système de stockage de données, un convertisseur de médias ou un dispositif similaire) à un câble en fibres optiques. C'est un format développé conjointement par l'industrie et soutenu par de nombreux fournisseurs de composants de réseaux. Les transceivers QSFP+ sont conçus pour supporter SCSI, Ethernet 40G, Infiniband 20G/40G, et d'autres normes de communication. L'émetteur-récepteur QSFP comprend les variantes 40GBASE-SR4 et 40GBASE-LR4 adaptées à différentes applications.

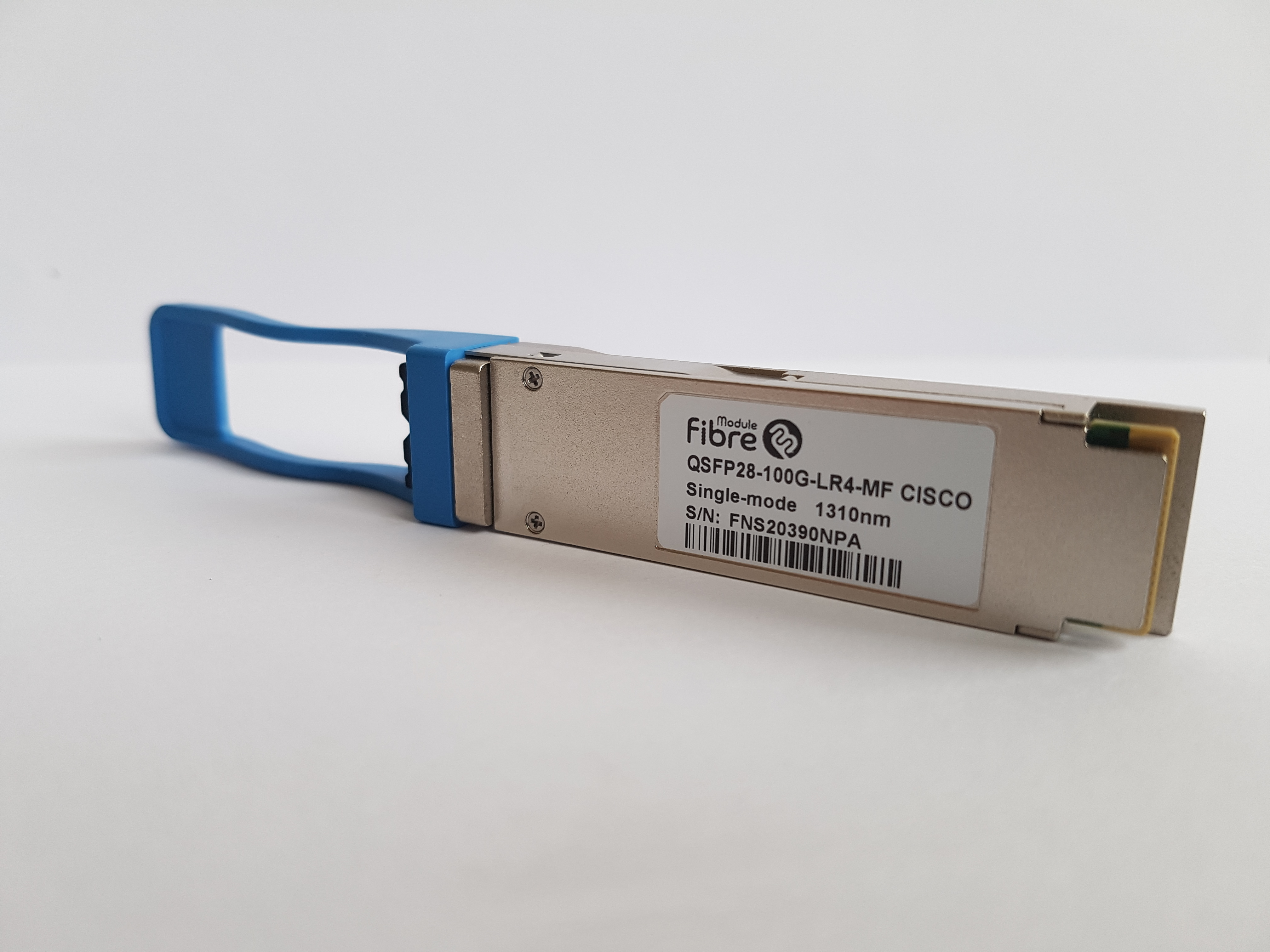
Exemple d'un QSFP28-100G-LR4 Module Fibre compatible CISCO

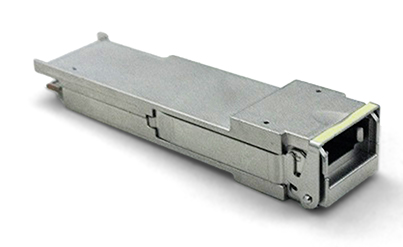
Transceiver QSFP 40GB
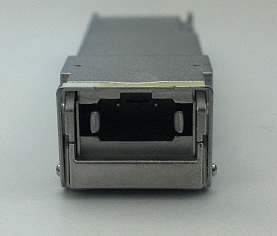
Connecteur MPO

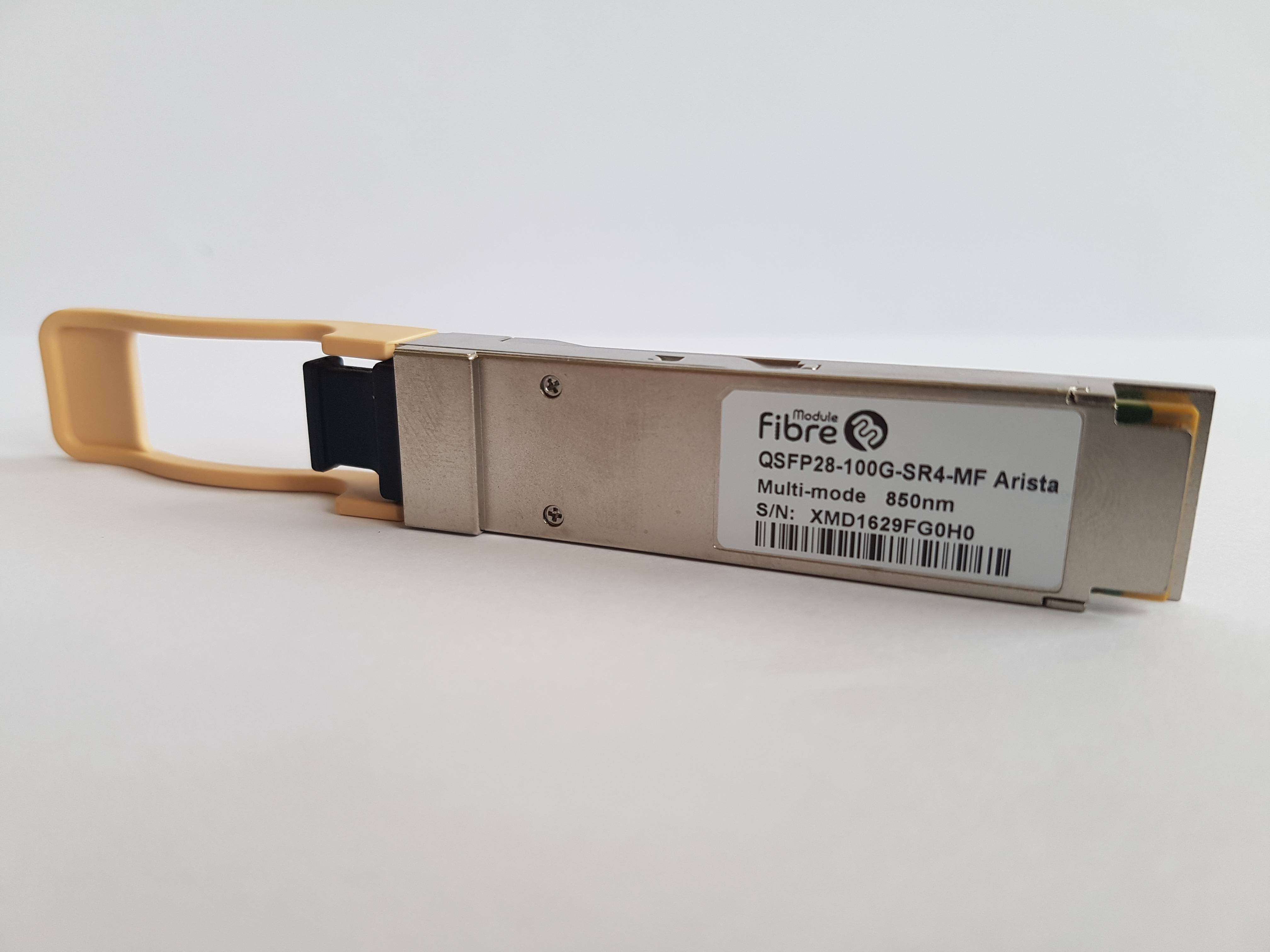
Exemple d'un QSFP28-100G-SR4 Module Fibre compatible Arista

Il existe également des émetteur-récepteur QSFP28 comprenant les variantes 100GBASE-SR4 et 100GBASE-LR4 adaptées à différentes applications.
Les produits les plus courants sont les 2 références ci-dessous. Les principales caractéristiques des produits sont :
- QSFP28-100G-SR4 = 100G, MMF, 850nm, 2km, MTP/MPO, DOM
- QSFP28-100G-LR4 = 100G, SMF, 1310nm, 10km, LC, DOM

## Types

### 4 Gbit/s QSFP
La documentation originale du QSFP autorisait 4 canaux transportant du Gigabit Ethernet, de la 4G FiberChannel ou du DDR InfiniBand.

### 40 Gbit/s QSFP+
Le QSFP + est une évolution du QSFP qui supporte quatre canaux de 10Gbit/s pouvant transporter du 10Gigabit Ethernet, du 10G FiberChannel ou du QDR InfiniBand. Les 4 canaux peuvent être agrégés pour former un seul lien 40Gigabit Ethernet.

### 50 Gbit/s QSFP14
Le standard QSFP14 est conçu pour transporter du FDR InfiniBand, du SAS-3 ou du 16G FiberChannel.

### 100 Gbit/s QSFP28
Le standard QSFP28 est conçu pour transporter du 100Gigabit Ethernet, de EDR InfiniBand ou du 32G FiberChannel. De temps en temps, cet émetteur-récepteur est aussi appelé "QSFP100" ou "100G QSFP" par souci de simplicité.

### 200 Gbit/s QSFP56
Le QSFP56 est conçu pour transporter du 200Gigabit Ethernet, du HDR InfiniBand ou du 64G FiberChannel. La plus grosse amélioration du QSFP56 est qu'il utilise de la modulation d'impulsions en amplitude (PAM-4) au lieu du non-return-to-zero (NRZ). Il utilise les mêmes spécifications physiques que le QSFP28 (SFF-8665), avec les spécifications électriques de la SFF-8024 et la révision 2.10a de la SFF-8636. De temps en temps, cet émetteur-récepteur est aussi appelé "200G QSFP" par souci de simplicité.

## Spécification mécanique
Hauteur : 8,5 mm
Largeur : 18,35 mm
Profondeur : 72,4 mm